# ダニエル・ロイヤー
ダニエル・ロイヤー（Daniel Royer、1990年5月22日 - ）は、オーストリア出身のサッカー選手。ポジションはFW。元サッカーオーストリア代表。

## 経歴

### クラブ
2010年にSVリートと契約を結んだ。
2011年8月31日、ハノーファー96に移籍。
2012-13シーズンは1.FCケルンにレンタル移籍。
2013年6月24日、FKアウストリア・ウィーンに移籍。
2015年5月22日、FCミッティランに移籍。
2016年8月3日、ニューヨーク・レッドブルズに移籍。

### 代表
2011年5月19日、ディーター・コンスタンティーニ代表監督に初めてオーストリア代表に召集された。6月3日、UEFA EURO 2012予選のドイツ代表戦でオーストリア代表デビューを果たした。

## タイトル
SVリート
- オーストリア・カップ: 2010–11

ニューヨーク・レッドブルズ
- サポーターズ・シールド: 2018